# جنجال نامگذاری آذربایجان

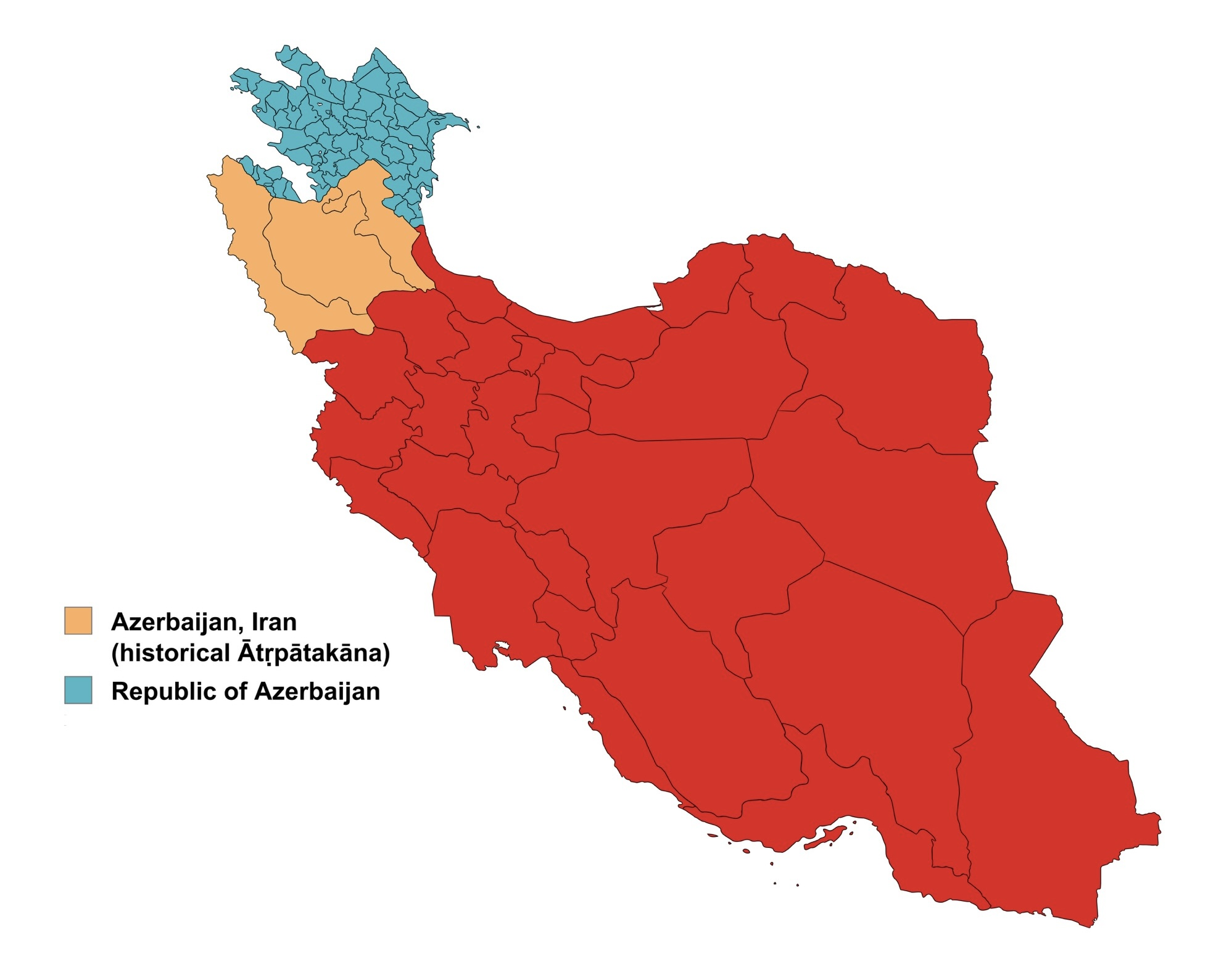
نقشه‌ای که منطقه آذربایجان در ایران و جمهوری آذربایجان در قفقاز جنوبی را نشان می‌دهد

از سال ۱۹۱۸، نام مکانی «آذربایجان» موضوع اختلاف نام‌گذاری بین منطقه آذربایجان در ایران و جمهوری آذربایجان در قفقاز جنوبی بوده است. این نام مکانی از نظر تاریخی متعلق به منطقه آذربایجان در شمال غربی ایران (شامل استان‌های آذربایجان شرقی، غربی و اردبیل)، در جنوب رود ارس است. در حالی که مورخان و جغرافی‌دانان معمولاً به منطقه شمال رود ارس، به عنوان اَران یا آران اشاره می‌کردند، هرچند که نام آذربایجان، گاهی اوقات به این منطقه نیز تعمیم داده می‌شد. در ۲۸ می ۱۹۱۸، پس از فروپاشی امپراتوری روسیه، جمهوری دموکراتیک آذربایجان در شمال ارس اعلام شد که این اختلاف را برانگیخت.

## ریشه‌شناسی و شواهد پیش از اسلام
نام مکانی آذربایجان از فارسی باستان آتورپاتکان (Ātṛpātakāna) که در منابع یونانی به عنوان Atropatene شناخته می‌شود، می‌آید که نام پادشاهی است که توسط آتروپات (Ātṛpāta) تأسیس شد و مطابق با منطقه امروزی آذربایجان در کشور ایران است.
نام منطقه‌ای در شمال رود ارس که امروزه به عنوان جمهوری آذربایجان شناخته می‌شود، پیش از این موجودیت نامرتبطی بود که توسط جغرافی‌دانان و مورخان یونان باستان، آلبانیای قفقاز نامیده می‌شد. به عنوان مثال، استرابون، جغرافی‌دان یونانی (۶۴ یا ۶۳ پیش از میلاد - حدود ۲۴ میلادی)، آلبانیای قفقاز را به عنوان سرزمینی متمایز از آتروپاتنه معرفی می‌کند و آن را «سرزمینی که از دریای خزر تا رود آلازانی و سرزمین ماد آتروپاتنه در جنوب امتداد دارد» توصیف می‌کند.
مووسس کاغانکاتواتسی، نویسنده کتاب «تاریخ کشور آلبانی» که دوره بین قرن‌های چهارم تا دهم میلادی را پوشش می‌دهد، مرزهای آلبانیای قفقاز را فراتر از رودخانه ارس توصیف نمی‌کند.

## دوره اسلامی
علاوه بر یونانیان، جغرافی‌دانان و مورخان مسلمان متعددی، اطلاعاتی در مورد مرزهای جغرافیایی اران و آذربایجان ارائه داده‌اند. به عنوان نمونه، ابن حوقل، جغرافی‌دان قرن دهم، نقشه‌ای از آذربایجان و اران را ترسیم می‌کند که در آن رودخانه ارس مرز طبیعی بین این دو منطقه است. یکی دیگر از جغرافی‌دانان قرن دهم، اصطخری، اران و آذربایجان را دو منطقه جداگانه معرفی می‌کند. یاقوت حموی، جغرافی‌دان و شرح حال‌نویس قرن چهاردهم، در کتاب خود «معجم البلدان» به وضوح مرزهای جغرافیایی اران و آذربایجان را از هم جدا می‌کند:
همچنین در قرن چهاردهم، مورخ ابوالفدا تصریح می‌کند که آذربایجان و اران دو منطقه متفاوت هستند. برهان خلف تبریزی، نویسنده قرن هفدهم، در کتاب خود «برهان قاطع» می‌نویسد که «ارس نام رودخانه‌ای معروف است» که «اران را از آذربایجان جدا می‌کند.»
هم چنین یاقوت حمی در معج البلدان در مورد شروان نیز چنین گفته است:

### امتداد به سمت شمال ارس

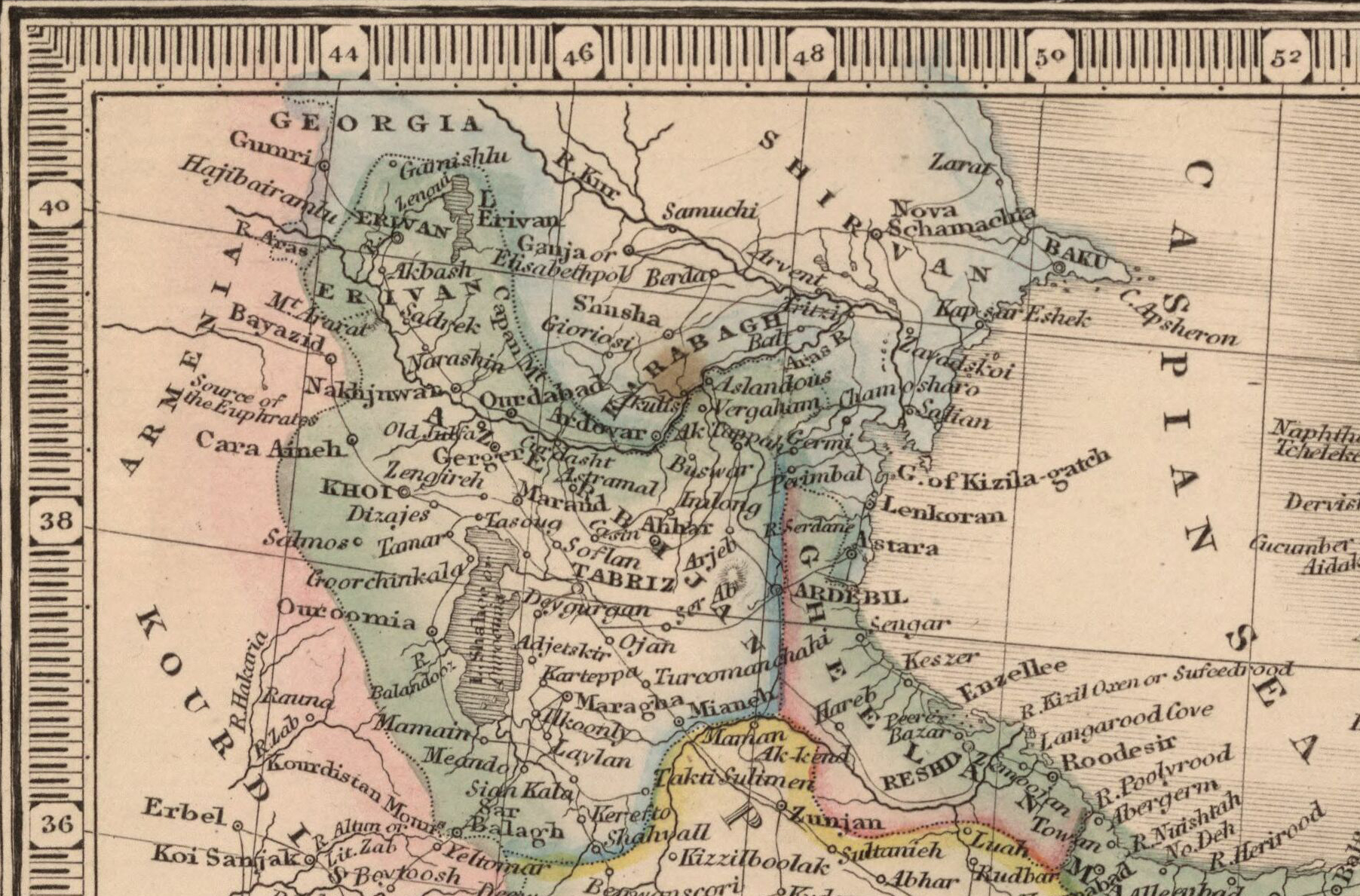
نقشه ۱۸۶۴ جیمز وایلد که آذربایجان را تا شمال ارس امتداد می‌دهد.

در گزارش‌های محقق قرن سیزدهم، یاقوت حموی (که خاویر دو پلانول از آن به عنوان «اطلاعات نادقیق و گاه متناقض یاد می‌کند)، آذربایجان تا ارزنجان در غرب امتداد داشت. با این حال، در موارد دیگر، یاقوت، آران و دشت مغان را به عنوان بخشی از آذربایجان در نظر می‌گیرد و مرز آن را تا رودخانه کورا می‌رساند.
این امر نشان می‌دهد که از حدود این زمان، تعریف آذربایجان تمایل به گسترش به شمال ارس داشته و معنای آن به سرعت در حال تغییر بوده است. در دوران امپراتوری صفویه، نام «آذربایجان» به تمام خانات تحت حکومت مسلمانان قفقاز شرقی، در کنار منطقه جنوب رودخانه ارس، اطلاق می‌شد. پس از جنگ روسیه و ایران در سال‌های ۱۸۲۶–۱۸۲۸، زمانی که امپراتوری روسیه سرزمین‌های شمال ارس را به خاک خود ضمیمه کرد، الکساندر گریبایدوف، دیپلمات روسی، «قانون حکومت آذربایجان» و «قوانین عمومی برای عملکرد اداره آذربایجان» را تدوین کرد. ژنرال‌های امپراتوری روسیه مانند پاول تسیتسیانوف و دیمیتری اوستن-ساکن از آن زمان تاکنون، از «آذربایجان» برای نامیدن سرزمین‌های شمال ارس استفاده کرده‌اند.

## تأسیس جمهوری دموکراتیک آذربایجان در سال ۱۹۱۸
پس از جنگ‌های روسیه و ایران در قرن نوزدهم، و معاهده ترکمنچای در سال ۱۸۲۸، رود ارس به عنوان مرز بین ایران و روسیه تعیین شد. در نتیجه، قفقاز به امپراتوری روسیه الحاق شد. با توجه به ضعف نظامی ایران، مسلمانان ترک‌زبان قفقاز، که از روسیه ناراضی بودند و هیچ امیدی به حمایت از ایران نداشتند، به امپراتوری عثمانی روی آوردند.
امپراتوری عثمانی که ادعا می‌کرد قهرمان جهان اسلام است، حمایت خود از مسلمانان قفقاز را افزایش داد. در همان زمان، در اواخر قرن نوزدهم، اندیشه‌های وحدت اسلامی و وحدت ترکی در میان روشنفکران عثمانی محبوبیت یافته بود. این امر منجر به تأسیس کمیته اتحاد و ترقی در سال ۱۸۸۹ شد که خواستار حفظ همه اقوام تحت امپراتوری عثمانی بر محور سه رکن اسلام، ترکیت و خلافت بود.
در سال ۱۹۱۱، گروهی از روشنفکران مسلمان ترک‌زبان حزب دموکرات مسلمان مساوات را تأسیس کردند، سازمان کوچک و مخفی زیرزمینی برای کار در جهت وحدت سیاسی میان مسلمانان و اقوام ترک‌زبان. تحت تأثیر اندیشه‌های جوان ترک‌ها، رهبران سازمان‌ها با پان‌ترکیسم همدردی داشتند.
در اکتبر ۱۹۱۷، مردم باکو هنوز علاقه‌ای به اشاره به منطقه قفقاز جنوبی به عنوان آذربایجان نداشتند. مردم محلی اغلب تحت عناوینی مانند ملت ترک و قفقازیه مسلمان خالص قرار می‌گرفتند. حتی نام اولین مجلس مؤسسان، که در ۲۹ آوریل ۱۹۱۷ در باکو تأسیس شد، مجمع عمومی مسلمانان قفقازی بود.
در ۱۷ ژوئن ۱۹۱۷، مساوات با حزب فدرالیست‌های ترک، سازمان دیگر ملی-دموکراتیک راست، ادغام شد و نام جدیدی به نام حزب مساوات فدرالیست‌های ترک اتخاذ کرد. در این زمان، هدف اصلی رهبران مساوات ایجاد دولت متحد مسلمان تحت حمایت امپراتوری عثمانی بود. پس از انقلاب اکتبر در ۱۹۱۷، زمانی که رهبران مساوات نتوانستند با بلشویکهای قفقازی به توافق برسند، تصمیم گرفتند دولت خود را تشکیل دهند و استقلال اعلام کنند؛ بنابراین، در ۲۸ می ۱۹۱۸، رهبران مساوات استقلال را تحت نام جمهوری خلق آذربایجان اعلام کردند.
برخی از محققان معتقدند که دلیل انتخاب نام آذربایجان به جای آران، خواسته‌های ترک‌های عثمانی بود که نفوذ عمیقی بر رهبران مساوات داشتند. نامگذاری آران به عنوان آذربایجان می‌توانست توجیه کافی برای وحدت سیاسی مردم ترک‌زبان قفقاز جنوبی و شمال غربی ایران تحت نام آذربایجان فراهم کند. این امر می‌توانست روند الحاق آذربایجان به امپراتوری عثمانی (که بعدها ترکیه شد) را تسهیل کند.

سیاستمدار آذربایجانی، محمد امین رسول‌زاده، خاطرنشان کرد که «آذربایجان» اصطلاح جدیدی برای این منطقه است که تنها پس از انقلاب روسیه مورد استفاده قرار گرفته است. واسیلی بارتولد، شرق‌شناس برجسته شوروی، در تعدادی از سمینارها در دانشگاه دولتی باکو در نوامبر و دسامبر ۱۹۲۴، در مورد هدف مطرح شده توسط این نامگذاری صحبت کرد:
«با این حال، اصطلاح آذربایجان انتخاب شد، زیرا وقتی جمهوری آذربایجان تأسیس شد، قرار بود که ایران و این آذربایجان یک موجودیت را تشکیل دهند، زیرا شباهت بسیار زیادی در ترکیب جمعیت خود دارند.»
پیش از آغاز شوروی‌سازی قفقاز جنوبی توسط شوروی، منابع روسی، جمعیت مسلمان ترک‌زبان آن را «تاتار» می‌نامیدند. منابع ایرانی، مردم شمال ارس را بر اساس موقعیت مکانی‌شان، مانند ایروانی‌ها (اهل ایروان)، گنجوی‌ها (اهل گنجه) و غیره، نامگذاری می‌کردند.
شوروی ملی‌گرایان آذری را تشویق کرد تا الفبای «آذری» بر اساس لاتین ایجاد کنند که جایگزین خط عربی-فارسی شود تا تاریخ و هویت ملی آذربایجانی را بر اساس مفهوم سرزمینی یک ملت ایجاد کنند و نفوذ ایران و اسلام را کاهش دهند. در دهه ۱۹۳۰، دولت شوروی به تعدادی از مورخان شوروی، از جمله شرق‌شناس روسی، ایلیا پاولوویچ پتروشفسکی، دستور داد تا این ایده کاملاً تأیید نشده را بپذیرند که قلمرو خانات سابق - به استثنای ایروان که به ارمنستان شوروی تبدیل شده بود - بخشی از یک ملت آذربایجانی بود. در نتیجه، آذربایجان و آذربایجانی‌ها در دو مطالعه مهم پتروشفسکی دربارهٔ قفقاز جنوبی، که دوره زمانی قرن شانزدهم تا نوزدهم را پوشش می‌دهند، مورد استفاده قرار گرفته‌اند.

## واکنش‌ها در ایران

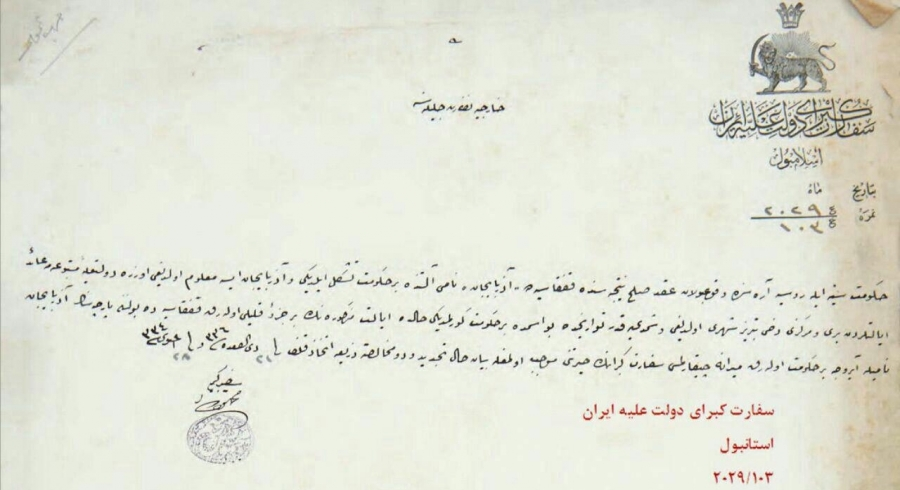
نامه اعتراضی سفارت ایران در استانبول

نامگذاری آران به عنوان آذربایجان باعث تعجب، سردرگمی و خشم در ایران، به ویژه در میان روشنفکران آذری ایرانی شد. محمد خیابانی، فعال سیاسی آذری ایرانی و برخی دیگر از روشنفکران آذری ایرانی، در اعتراض به تغییر نام، تغییر نام آذربایجان ایران به آزادیستان (سرزمین آزادی) را توصیه کردند.
احمد کسروی، مورخ آذری ایرانی، نیز وقتی از تغییر نام مطلع شد، شگفت‌زده شد، اگرچه به نظر می‌رسد که از انگیزه‌های پشت انتخاب نام آذربایجان بی‌اطلاع بوده است. او در کتاب خود، شهریاران گمنام، نوشت:
شگفت است که آران را که اکنون آذربایجان می‌خوانند، با آن که آذربایجان یا آذربایگان نام سرزمین دیگریست که در پهلوی آران و بزرگتر و شناستر از آن می‌باشد و از دیرین زمان که آگاهی در دست هست همواره این دو سرزمین از هم جدا بوده و هیچگاه نام آذربایگان بر آران گفته نشده است. ما تا کنون ندانسته‌ایم که برادران آرانی ما که حکومت آزادی برای سرزمین خود برپا کرده، می‌خواستند نامی نیز بر آنجا بگذارند، برای چه نام تاریخی و کهن خود را کنار نهاده، دست یغما به سوی نام آذربایگان دراز کردند؟! و چه سودی را از این کار شگفت خود امیدوار بودند؟!
تصمیم به استفاده از نام «آذربایجان» اعتراضاتی را از سوی ایران برانگیخت. به گفته حمید احمدی: 
اگرچه دولت ضعیف ایران [قاجار] در دوره گذار قرار داشت و با سلطه خارجی دست و پنجه نرم می‌کرد، نخبگان سیاسی و روشنفکر ایرانی در تهران و تبریز، پایتخت آذربایجان ایرانی، به زودی علیه چنین نام‌گذاری اعتراض کردند. تقریباً برای یک سال، رسانه‌های چاپی در تهران، تبریز و سایر شهرهای بزرگ ایرانی از یک طرف و رسانه‌ها در باکو، پایتخت جمهوری تازه مستقل آذربایجان، از طرف دیگر، استدلال‌های خود را برای اثبات اینکه چنین نام‌گذاری اشتباه یا درست است ارائه کردند. ایرانیان عموماً به انتخاب باکو مشکوک بودند و مصادره نام تاریخی استان شمال غربی ایران را توطئه پان‌ترکیستی می‌دانستند که توسط ترک‌های جوان عثمانی، که در آن زمان در باکو فعال بودند، برای هدف نهایی‌شان که تشکیل موجودیت پان‌ترک (توران) از آسیای مرکزی تا اروپا بود، برنامه‌ریزی شده بود. با نامیدن آذربایجان واقعی تاریخی واقع در ایران به آذربایجان جنوبی، پان‌ترکیست‌ها می‌توانستند ضرورت متحد کردن جمهوری آذربایجان و آذربایجان جنوبی در توران آینده خود را ادعا کنند. شیخ محمد خیابانی، عضو محبوب نخبگان سیاسی آذربایجان ایرانی و رهبر حزب دموکرات [فرقه دموکرات]، از ترس چنین تهدیدهایی نام استان را به آزادستان (سرزمین آزادی) تغییر داد. طبق گفته احمد کسروی، معاون خیابانی در آن زمان، دلیل اصلی چنین تغییری جلوگیری از هرگونه ادعای آینده توسط عثمانی‌های پان‌ترکیست بر آذربایجان ایرانی بر اساس شباهت نام‌ها بود.
طبق گفته تادئوش سویتوخوفسکی: 
اگرچه اعلامیه، ادعای خود را به سرزمین شمال رود ارس محدود کرد، اما استفاده از نام آذربایجان به زودی اعتراض‌هایی از ایران به همراه آورد. در تهران، این سوءظن پدید آمد که جمهوری آذربایجان به عنوان ابزار عثمانی برای جدا کردن استان تبریز از ایران عمل می‌کند. به همین ترتیب، جنبش انقلابی ملی جنگلی در گیلان، در حالی که از استقلال هر سرزمین مسلمان به عنوان منبع شادی استقبال می‌کرد، در روزنامه خود پرسید که آیا انتخاب نام آذربایجان به معنای تمایل جمهوری جدید برای پیوستن به ایران است. اگر چنین است، گفتند، باید به وضوح بیان شود، در غیر این صورت، ایرانیان با نامیدن آن جمهوری آذربایجان مخالف خواهند بود. در نتیجه، برای برطرف کردن ترس‌های ایرانی، دولت آذربایجان برای سازگاری اصطلاح آذربایجان قفقازی را در اسناد خود برای انتشار در خارج از کشور به کار می‌برد.

## «آذربایجان جنوبی» و «آذربایجان شمالی»
«آذربایجان جنوبی» کلمه‌ای است که در دوره شوروی اختراع شده است، که در ابتدا برای طرح ادعای ارضی اتحاد جماهیر شوروی بر منطقه تاریخی آذربایجان ایران در راستای یک کمپین تبلیغاتی برای ساختن یک روایت ملی استفاده می‌شد. اگرچه اسناد نشان می‌دهد که مسکو در پشت دستور دادن به چنین کار تبلیغاتی بوده است، شواهدی از مخالفت داخلی شوروی با این سیاست نیز وجود دارد، زیرا سرگئی کاوتارادزه به ویاچسلاو مولوتف هشدار داد که «تغییر نام آذربایجان ایران به آذربایجان جنوبی… نامناسب و مملو از خطر عواقب ناخواسته خواهد بود». شوروی‌ها حتی پس از مرگ جعفر پیشه‌وری و دولت دست نشانده حکومت خلق آذربایجان، به ترویج این کلمه ادامه دادند.
پس از فروپاشی اتحاد جماهیر شوروی در اواخر قرن بیستم، موضوع «آذربایجان جنوبی» دوباره احیا شد. استفاده از این اصطلاح بخش جدایی‌ناپذیری از تلاش جمهوری آذربایجان امروزی و دولت آن برای ملت‌سازی بوده است. تفکر تاریخ رسمی در مدارس و دانشگاه‌ها تمایل دارد جدایی ملت را در زمان جنگ‌های روسیه و ایران در اوایل قرن نوزدهم دوباره کشف کند و تفسیری تجدیدنظرطلبانه از وقایع را برای نشان دادن «مبارزه مداوم آذربایجانی‌ها برای وحدت خود» ارائه دهد. در نتیجه، استفاده از اصطلاح آذربایجان ایرانی به‌طور خودکار جمهوری آذربایجان را با ایران تطبیق می‌دهد و توجیه استقلال جمهوری آذربایجان را تضعیف می‌کند، و بنابراین برخی محافل سیاسی در باکو از جنبش بیداری ملی آذربایجان جنوبی موسوم به گاموح استقبال می‌کنند.
تعدادی از سیاستمداران جمهوری آذربایجان، تغییر نام آن به جمهوری آذربایجان شمالی را هم پیشنهاد کرده‌اند.

## هم چنین ببینید
- سرزمین آتش
- آلبانی قفقاز
- پان ترکیسم
- تورانیسم
- اختلاف بر سر نامگذاری مقدونیه، موردی مشابه